# دراهوتین
دراهوتین (به چکی: Drahotín) یک منطقهٔ مسکونی در جمهوری چک است که در ناحیه دوماژلیتسه واقع شده‌است. دراهوتین ۸٫۹۱ کیلومتر مربع مساحت و ۲۰۲ نفر جمعیت دارد و ۴۸۵ متر بالاتر از سطح دریا واقع شده‌است.